# Capitophorus montanus
Capitophorus montanus är en insektsart. Capitophorus montanus ingår i släktet Capitophorus och familjen långrörsbladlöss. Inga underarter finns listade i Catalogue of Life.